# Aleuropteryx hoelzeli
Aleuropteryx hoelzeli är en insektsart som beskrevs av Meinander 1998. Aleuropteryx hoelzeli ingår i släktet Aleuropteryx och familjen vaxsländor. Inga underarter finns listade i Catalogue of Life.